# Зубило

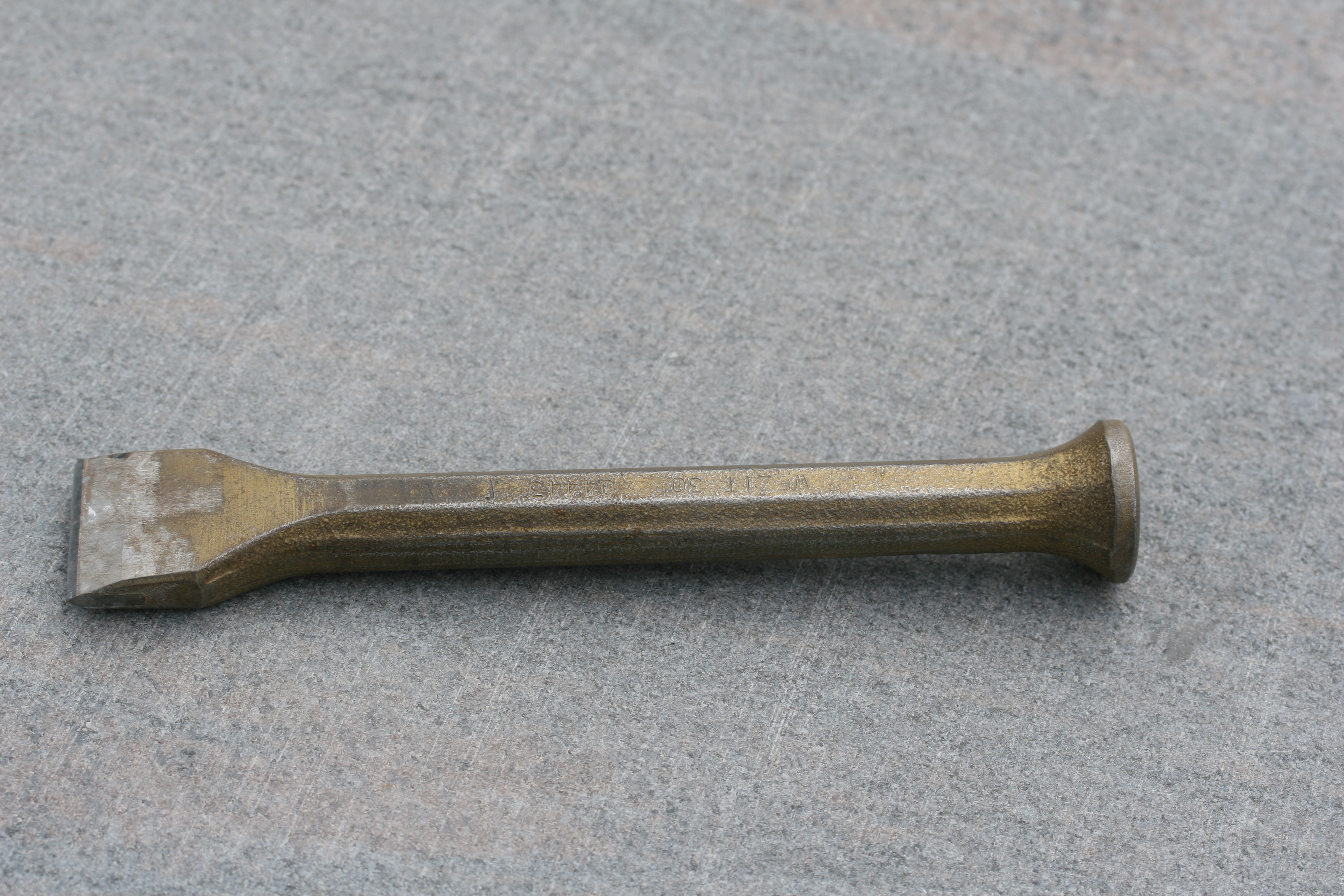
Слюсарне зубило

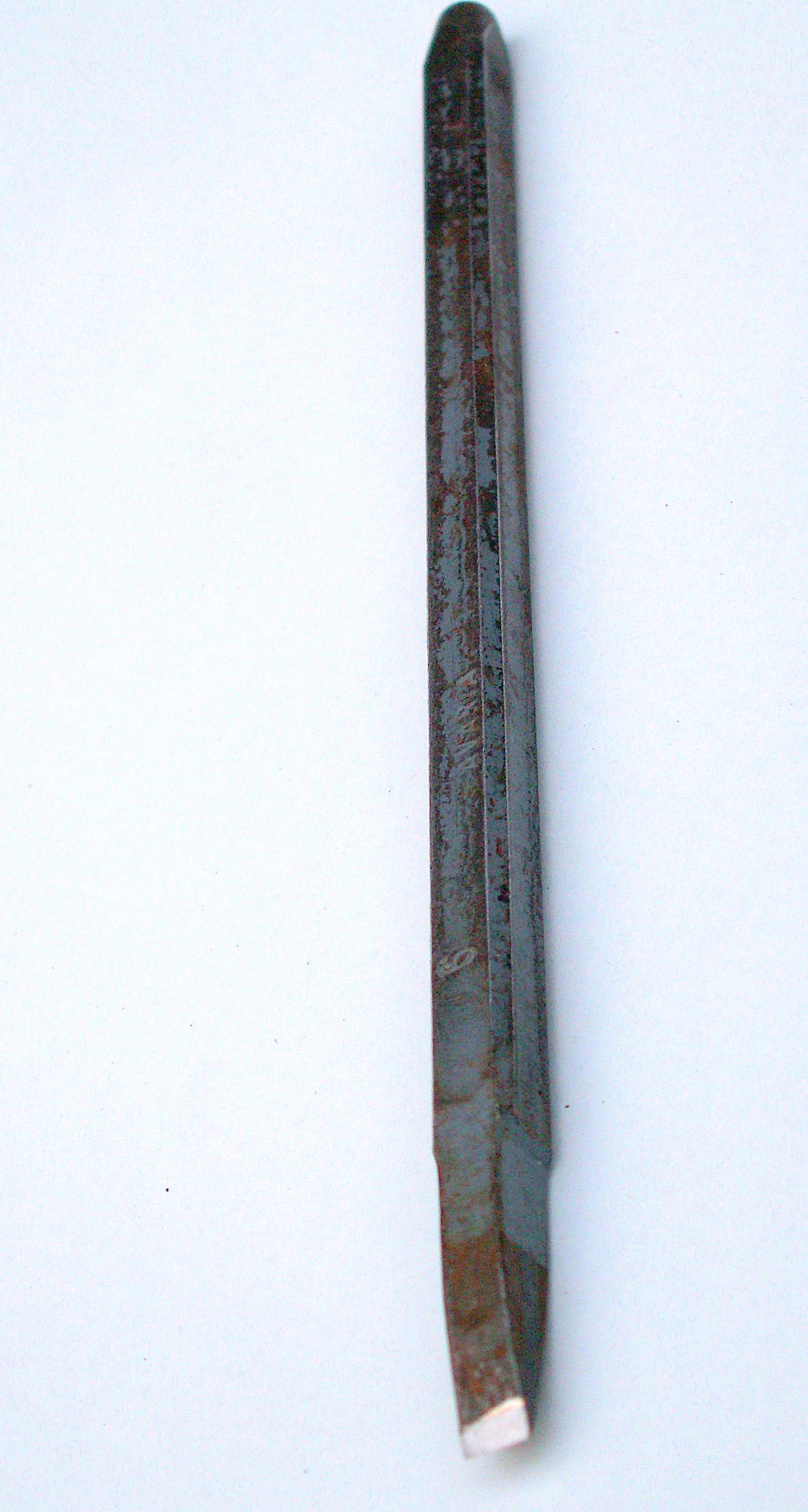
Крейцмейсель

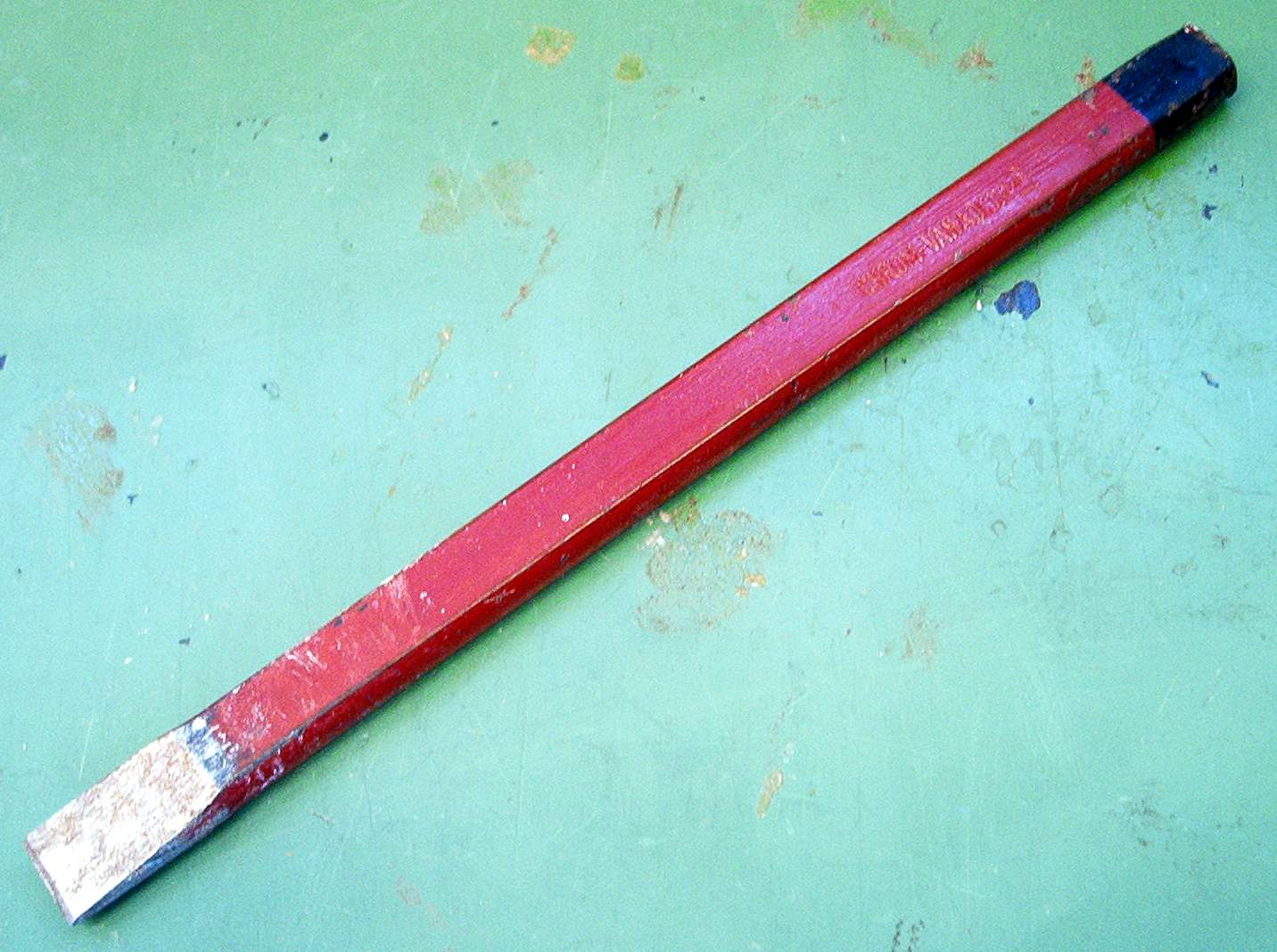
Зубило монтажне

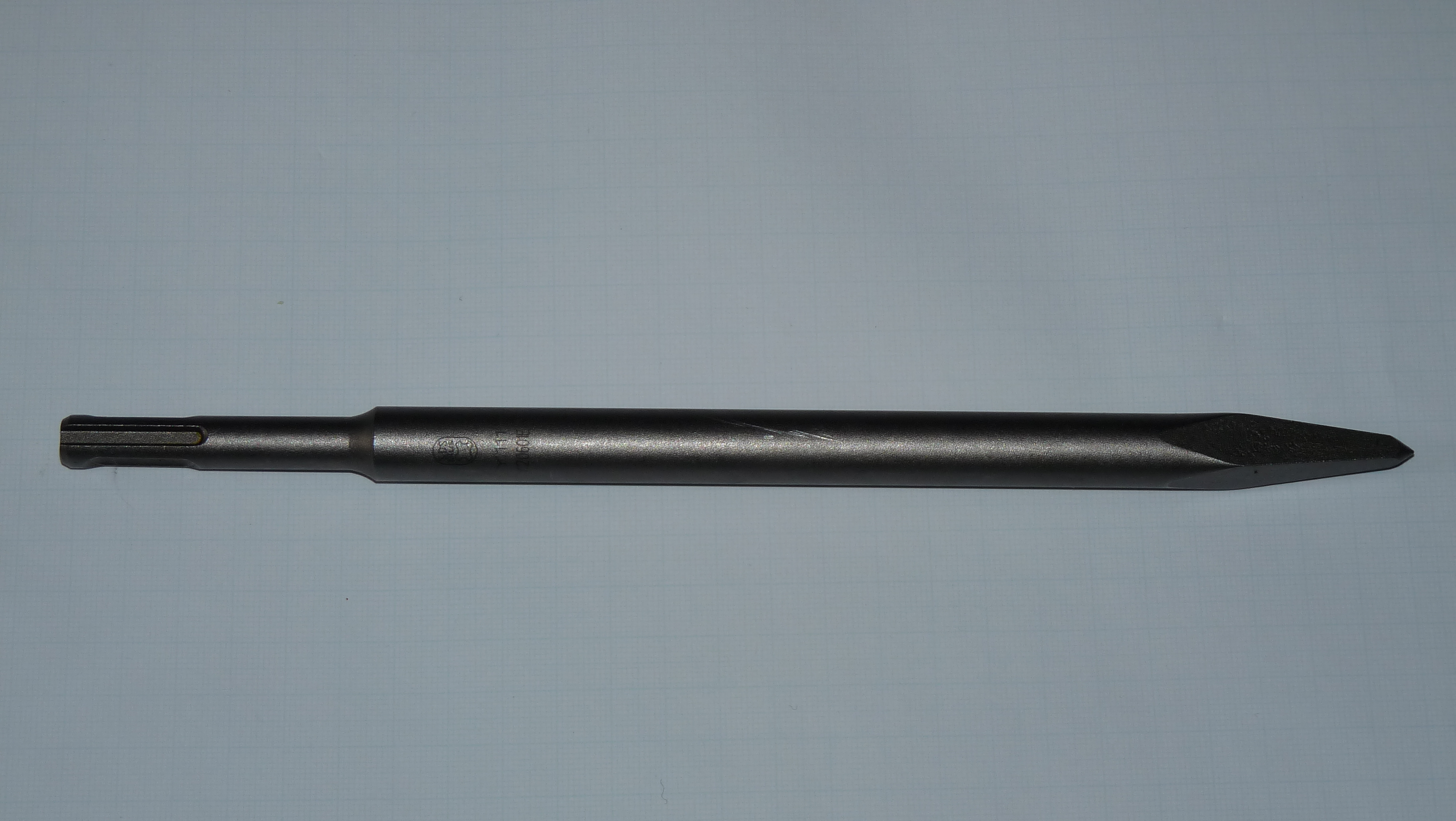
Піка-зубило

Зуби́ло, шру́бель, ма́йзель, руби́ло — ударно-різальний інструмент для обробки металу та будівельних матеріалів (бетону, цегли, каменю). При наданні зубилу ударного зусилля з боку бойкової частини (затильника) за допомогою молотка, кувалди, відбійного молотка, рубального молотка, бетонолома чи перфоратора різальна крайка зубила впливає на оброблюваний матеріал, розрізаючи чи розколюючи його.

## Різновиди зубил за призначенням
У залежності від області застосування усі види зубил можна прокласифікувати на такі види:
- слюсарне зубило[2];
- крейцмейсель[3];
- монтажне зубило[4] з його різновидом піка-зубилом для бетоноломів, відбійних та рубальних молотків;
- ковальське зубило[5][6].

Слюсарна операція, за якої за допомогою різального (зубила, крейцмейселя та ін.) і ударного (слюсарного молотка) інструментів з поверхні заготовки (деталі) видаляються зайві шари металу або заготовка розділяється на частини, називається рубанням. В залежності від призначення оброблюваної деталі рубання може бути чистовим і чорновим. У першому випадку зубилом за один робочий хід знімають шар металу товщиною від 0,5 до 1 мм, у другому — від 1,5 до 2 мм. Точність обробки, що досягається при рубанні, становить 0,4…1 мм.

## Слюсарне зубило
Слюсарні зубила виготовляються з інструментальної вуглецевої сталі. Воно складається з трьох частин: ударної (бойкової), середньої (державки) і робочої. За формою держака зубила виготовляються чотирьох типів:
1. З держаком плоскоовального перерізу.
2. З держаком овального перерізу.
3. З держаком шестигранного перерізу.
4. З держаком двотаврового перерізу.

і двох виконань:
1. З конусною робочою і ударною частиною за шириною.
2. З прямою робочою і ударною частиною за шириною.

Кут загострення вибирається залежно від твердості оброблюваного матеріалу. Для найпоширеніших матеріалів рекомендується такі кути загострення:
- для твердих матеріалів (тверда сталь, чавун) — 70 °;
- для матеріалів середньої твердості (сталь, бронза) — 60 °;
- для м'яких матеріалів (мідь, латунь) — 45 °;
- для алюмінієвих сплавів — 35 °.

Зубила виготовляють довжиною (L) 100, 125, 160, 200 і 250 мм, ширина робочої частини (B), відповідно, становить 5, 10, 16, 20 і 25 мм. Робочу частину зубила на довжині (0,3…0,5)L гартують і відпускають. Твердість робочої частини зубил на довжині не менше 0,5 L складає HRC 54…60, ударної частини на довжині не менше 1,5 поперечного розміру перерізу від ударного торця: HRC 36,5…46,5.
Зубила виготовляють з інструментальної сталі марок 7ХФ, 8ХФ за ГОСТ 5950-2000 і У7А, У8А за ГОСТ 1435-99

## Крейцмейсель
Крейцмейсель відрізняється від слюсарного зубила вужчою різальною кромкою і призначений для вирубання вузьких рівців, шпоночних пазів тощо. Кути загострення крейцмейселів (α) 45, 60 і 70º і виготовляють їх довжиною (L) 125, 160, 200 мм. Ширина (b) робочої частини становить 2, 5, 8, 10, 12 мм. Матеріали для виготовлення: 8ХФ, У7А, У8А. Вимоги до термообробки і твердості — такі ж, як і для слюсарних зубил.
Для вирубування профільних рівців — півкруглих, двогранних та інших — застосовують спеціальні крейцмейселі, що мають назву рівцевики. Їх виготовляють із сталі У8А довжиною 80, 100, 120, 150, 200, 300 і 350 мм з радіусом закруглення 1; 1,5; 2; 2,5 і 3 мм.

## Монтажне зубило
Пробивання отворів, штробів в будівельних конструкціях для електропроводок виконують монтажним зубилом (ТУ 36—1424—80). Зубило виготовляють з вуглецевої сталі У7А вбо У8А, довжиною 250 мм, товщиною 16 мм, шириною 25 мм, з кутом загострення 60°.

## Ковальське зубило
Ковальське зубило відрізняється у першу чергу тим, що воно має отвір для насадження на дерев'яну ручку подібно до молотка. Це дозволяє віддалити руку, що тримає зубило від розпеченого металу, але воно може використовуватись і для холодного рубання. Ковальські зубила можуть бути і фасонними, із заокругленою різальною кромкою Матеріал для виготовлення зубил — сталь 6ХС. Поверхнева твердість робочої частини: для зубил гарячого рубання HRC 51,5…56, для зубил холодного рубання HRC 55…59; ударної частини HRC 32…41,5.